# الدورادو (کالیفرنیا)
الدورادو (به انگلیسی: El Dorado) یک منطقهٔ مسکونی در ایالات متحده آمریکا است که در شهرستان ال دورادو، کالیفرنیا واقع شده‌است. الدورادو ۴٬۰۹۶ نفر جمعیت دارد و ۴۹۰ متر بالاتر از سطح دریا واقع شده‌است.